# Kenneth Walsh
Kenneth Marshall Walsh (Orange, 11 febbraio 1945) è un ex nuotatore statunitense.
Specializzato nello stile libero, ha vinto le medaglie d'oro nelle staffette 4x100 m sl e 4x100 m misti ai Giochi olimpici di Città del Messico 1968, in aggiunta all'argento nei 100 m sl. 

È stato primatista mondiale sulle distanze dei 100 m sl e delle staffette 4x100 m sl e 4x100 m misti.

## Palmarès
- Olimpiadi
  - Città del Messico 1968: oro nelle staffette 4x100 m sl e 4x100 m mx, argento nei 100 m sl.